# Amateur (película de 2018)
Amateur es una película estadounidense dramática de deportes sobre una joven estrella del baloncesto que lucha con su vida personal en pos de su sueño. La película se estrenó en Estados Unidos el 6 de abril de 2018 en Netflix.

## Sinopsis
Terron Forte es un chico de 14 años que le ruega a su madre que lo deje jugar baloncesto profesionalmente, es un fenómeno del baloncesto. Terron Forte tiene que navegar por el mundo del baloncesto amateur cuando es reclutado en una escuela preparatoria de élite de la NCAA.

## Reparto
- Michael Rainey Jr. como Terron Forte.
- Tekola Cornetet como Stevion.
- Walter Anaruk como Entrenador Nguyen.
- Sharon Leal como Nia, la madre de Terron.
- Brian J. White como Vince, el padre de Terron.
- Ketrick Copeland como Byron.
- Josh Charles como entrenador Gaines.
- Corey Parker Robinson como Entrenador Curtis.
- James Siakam como Olembe.
- Stefan Frank como Petrus.
- Ashlee Brian como Anton.

## Producción
Un proyecto de financiación colectiva para la película, entonces conocida como Manchild, se inició en 2011 por el director Ryan Koo. En 2013, una breve precuela de Manchild fue lanzada bajo el nombre de Amateur. En noviembre de 2014, el nombre de la película se cambió a Amateur. En enero de 2016, se anunció que Netflix había adquirido los derechos de Amateur para financiar y distribuir la película.